# 60 mètres haies masculin aux championnats du monde d'athlétisme en salle 2024
Pour un article plus général, voir Championnats du monde d'athlétisme en salle 2024.
Navigation
2022 2025
L'épreuve du 60 mètres haies masculin des championnats du monde en salle de 2024 se déroule le 2 mars 2024 dans l'Emirates Arena de Glasgow, en Écosse.

## Résultats

### Séries
Les 3 premiers de chaque série (Q) et les 6 meilleurs temps (q) se qualifient pour les demi-finales.
| Rang | Série | Couloir | Athlète                 | Pays            | Temps | Notes  |
| ---- | ----- | ------- | ----------------------- | --------------- | ----- | ------ |
| 1    | 1     | 3       | Grant Holloway          | États-Unis      | 7.43  | Q      |
| 2    | 2     | 5       | Wilhem Belocian         | France          | 7.47  | Q      |
| 3    | 3     | 3       | Just Kwaou-Mathey       | France          | 7.52  | Q      |
| 4    | 3     | 6       | Jakub Szymański         | Pologne         | 7.57  | Q      |
| 5    | 4     | 5       | Milan Trajkovic         | Chypre          | 7.59  | Q, =SB |
| 6    | 6     | 6       | Trey Cunningham         | États-Unis      | 7.59  | Q      |
| 7    | 5     | 6       | Lorenzo Simonelli       | Italie          | 7.61  | Q      |
| 8    | 3     | 2       | Cameron Murray          | États-Unis      | 7.61  | Q      |
| 9    | 6     | 4       | Jason Joseph            | Suisse          | 7.62  | Q      |
| 10   | 2     | 4       | Asier Martínez          | Espagne         | 7.62  | Q      |
| 11   | 2     | 6       | David King              | Grande-Bretagne | 7.64  | Q      |
| 12   | 4     | 6       | David Yefremov          | Kazakhstan      | 7.64  | Q      |
| 13   | 4     | 7       | Job Geerds              | Pays-Bas        | 7.66  | Q      |
| 13   | 6     | 5       | Michael Obasuyi         | Belgique        | 7.66  | Q      |
| 15   | 5     | 4       | Enrique Llopis          | Espagne         | 7.66  | Q      |
| 16   | 5     | 5       | Krzysztof Kiljan        | Pologne         | 7.67  | Q      |
| 17   | 4     | 4       | Elmo Lakka              | Finlande        | 7.67  | q      |
| 18   | 2     | 8       | Mathieu Jaquet          | Suisse          | 7.68  | q      |
| 19   | 2     | 7       | Elie Bacari             | Belgique        | 7.69  | q      |
| 20   | 6     | 2       | Liu Junxi               | Chine           | 7.71  | q      |
| 21   | 6     | 3       | Eduardo de Deus         | Brésil          | 7.71  | q      |
| 22   | 3     | 4       | John Cabang             | Philippines     | 7.72  | q      |
| 23   | 2     | 3       | Damion Thomas           | Jamaïque        | 7.73  |        |
| 24   | 5     | 2       | Jérémie Lararaudeuse    | Maurice         | 7.75  |        |
| 25   | 1     | 5       | Zhu Shenglong           | Chine           | 7.76  | Q, SB  |
| 26   | 3     | 5       | Tade Ojora              | Grande-Bretagne | 7.78  |        |
| 27   | 3     | 7       | Konstantinos Douvalidis | Grèce           | 7.79  |        |
| 28   | 2     | 2       | Mikdat Sevler           | Turquie         | 7.80  |        |
| 29   | 1     | 7       | Richard Diawara         | Mali            | 7.80  | Q, SB  |
| 29   | 4     | 2       | Filip Jakob Demšar      | Slovénie        | 7.80  |        |
| 31   | 5     | 3       | Amine Bouanani          | Algérie         | 7.81  | SB     |
| 32   | 4     | 3       | Tyler Mason             | Jamaïque        | 7.86  |        |
| 32   | 5     | 7       | Bálint Szeles           | Hongrie         | 7.86  |        |
| 34   | 1     | 2       | Martin Saenz            | Chili           | 7.88  |        |
| 35   | 6     | 7       | Štěpán Schubert         | Tchéquie        | 7.88  |        |
| 36   | 3     | 8       | Zaid Al-Awamleh         | Jordanie        | 8.06  |        |
| 37   | 1     | 8       | François Grailet        | Luxembourg      | 8.10  |        |
| 38   | 6     | 8       | Darko Pešić             | Monténégro      | 8.37  |        |
| 39   | 5     | 8       | Mosese Foliaki          | Tonga           | 8.51  | NR     |
| 40   | 1     | 4       | Rafael Pereira          | Brésil          | 8.65  | SB     |
|      | 1     | 6       | Yaqoub Al-Youha         | Koweït          | DNS   |        |
|      | 4     | 8       | Petr Svoboda            | Tchéquie        | DNF   |        |

### Demi-finales
| Rang | Série | Couloir | Athlète           | Pays            | Temps | Notes |
| ---- | ----- | ------- | ----------------- | --------------- | ----- | ----- |
| 1    | 3     | 4       | Grant Holloway    | États-Unis      | 7.32  | Q     |
| 2    | 3     | 6       | Jakub Szymański   | Pologne         | 7.46  | Q, NR |
| 3    | 3     | 5       | Lorenzo Simonelli | Italie          | 7.48  | q     |
| 4    | 2     | 4       | Trey Cunningham   | États-Unis      | 7.49  | Q     |
| 6    | 1     | 4       | Milan Trajkovic   | Chypre          | 7.53  | Q, SB |
| 7    | 1     | 6       | Just Kwaou-Mathey | France          | 7.54  | Q     |
| 7    | 1     | 2       | Michael Obasuyi   | Belgique        | 7.54  | Q, NR |
| 9    | 1     | 7       | Cameron Murray    | États-Unis      | 7.56  |       |
| 10   | 2     | 1       | Elie Bacari       | Italie          | 7.58  | PB    |
| 11   | 3     | 7       | Job Geerds        | Pays-Bas        | 7.62  |       |
| 12   | 1     | 8       | Liu Junxi         | Chine           | 7.64  |       |
| 13   | 2     | 3       | Wilhem Belocian   | France          | 7.64  |       |
| 14   | 2     | 7       | David King        | Grande-Bretagne | 7.65  |       |
| 15   | 2     | 2       | Krzysztof Kiljan  | Pologne         | 7.66  |       |
| 16   | 1     | 3       | David Yefremov    | Kazakhstan      | 7.68  |       |
| 17   | 2     | 8       | Eduardo de Deus   | Brésil          | 7.68  |       |
| 18   | 3     | 8       | John Cabang       | Philippines     | 7.68  |       |
| 19   | 3     | 1       | Elmo Lakka        | Finlande        | 7.70  |       |
| 20   | 1     | 1       | Mathieu Jaquet    | Suisse          | 7.74  |       |
| 21   | 2     | 5       | Jason Joseph      | Suisse          | 7.81  |       |
| 22   | 3     | 2       | Richard Diawara   | Mali            | 7.89  |       |
|      | 1     | 5       | Asier Martínez    | Espagne         | DQ    |       |
|      | 3     | 3       | Zhu Shenglong     | Chine           | DQ    |       |

### Finale
| Rang               | Couloir | Athlète           | Pays       | Temps | Notes |
| ------------------ | ------- | ----------------- | ---------- | ----- | ----- |
| Médaille d'or      | 5       | Grant Holloway    | États-Unis | 7.29  | =CR   |
| Médaille d'argent  | 1       | Lorenzo Simonelli | Italie     | 7.43  | NR    |
| Médaille de bronze | 7       | Just Kwaou-Mathey | France     | 7.47  |       |
| 4                  | 2       | Enrique Llopis    | Espagne    | 7.53  |       |
| 5                  | 6       | Jakub Szymański   | Pologne    | 7.53  |       |
| 6                  | 3       | Trey Cunningham   | États-Unis | 7.53  |       |
| 7                  | 8       | Michael Obasuyi   | Belgique   | 7.55  |       |
| 8                  | 4       | Milan Trajkovic   | Chypre     | 7.59  |       |

## Légende
Records et Performances
- AR : Record continental (area record)
- CR : Record des championnats (championship record)
- MR : Record du meeting (meet record)
- NR : Record national (national record)
- OR : Record olympique (olympic record)
- PR : Record paralympique (paralympic record)
- PB : Record personnel (personal best)
- SB : Meilleure performance personnelle de la saison (season's best)
- WL : Meilleure performance mondiale de l'année (world leader)
- WJR : Record du monde junior (world junior record)
- WR : Record du monde (world record)

Circonstances et Conditions
- DNF : N'a pas terminé (did not finish)
- DNS : N'a pas pris le départ (did not start)
- DQ : Disqualification (disqualification)
- NM : Aucun essai valable enregistré (No Mark)
- Q : Qualifié « directement » au prochain tour (ou à la prochaine compétition), lors d'une compétition majeure, grâce au classement ou à la réalisation des minima (automatic qualifier)
- q : Qualifié au prochain tour (ou à la prochaine compétition), lors d'une compétition majeure, grâce au repêchage ou à la réalisation de l'une des meilleures performances parmi celles des « non qualifiés directement » (grâce au meilleur temps ou à la meilleure distance par exemple) (secondary qualifier)